# Moïse Étienne Moricand
Moïse Étienne Stefano Moricand (1779 - 1854) fue un naturalista suizo, investigador de las floras de América y de Italia 

## Carrera
Desarrolla su actividad comercial de venta de relojes por Italia, tomando conocimiento de expertos que lo inician en las Ciencias naturales. En sus viajes, recolecta minerales, y herboriza en Toscana, Nápoles, Venecia. De retorno a Ginebra en 1814, con la Restauración, emprenderá una política de intercambio con diversos recolectores, Institutos, y sabios, que enriquecen las colecciones del Museo; ya que fue miembro fundador de la Sociedad de naturalistas de Ginebra y del Museo Académico, donde sería miembro del Consejo de Administración, de 1818 hasta su deceso.
En 1832, recibe importantes colecciones de peces de Bahía, Brasil, enviadas por Jacques S. Blanchet.

## Algunas publicaciones
- Flora veneta, Genf 1820.[1]
- Plantes nouv. ou rares d’Amérique, ebd. 1836.[1]

## Honores

### Epónimos
Género
- (Brassicaceae) Moricandia DC.[2]

Especies
- (Acanthaceae) Rhacodiscus moricandianus (Nees ex DC.) Bremek.[3]

- (Apocynaceae) Mandevilla moricandiana (A.DC.) Woodson[4]

- (Brassicaceae) Eunomia moricandiana Boiss.[5]

- (Capparaceae) Cleome moricandii Briq.[6]

- (Convolvulaceae) Convolvulus moricandii Kuntze[7]

- (Ericaceae) Thibaudia moricandii Dunal[8]

- (Fabaceae) Dalea moricandii D.Dietr.[9]

- (Malpighiaceae) Hiraea moricandiana A.Juss.[10]

- (Melastomataceae) Pleroma moricandianum Triana[11]

- (Menispermaceae) Hyperbaena moricandii Miers[12]

- (Polypodiaceae) Drynaria moricandii Fée[13]

- La abreviatura «Moric.» se emplea para indicar a Moïse Étienne Moricand como autoridad en la descripción y clasificación científica de los vegetales.[14]

## Abreviatura (zoología)
La abreviatura Moricand  se emplea para indicar a Moïse Étienne Moricand como autoridad en la descripción y taxonomía en zoología.

## Fuente
- Debus, Allen G. (dir.) 1968. World Who’s Who in Science. A Biographical Dictionary of Notable Scientists from Antiquity to the Present. Marquis-Who’s Who (Chicago): xvi + 1855 pp.
- Cailliez, J.-Cl. 1995. Notice sur les collections malacologiques du Muséum d'histoire naturelle de Genève. Ed. del autor. 49 pp.